# Pjotr Bolotnikov
Pjotr Grigorijevitj Bolotnikov (ryska: Пётр Григорьевич Болотников), född 8 mars 1930 i Zinovkino i Mordvinien, död 20 december 2013, var en rysk (sovjetisk) friidrottare.
Bolotnikov blev olympisk mästare på 10000 meter vid olympiska sommarspelen 1960 i Rom